# 30245 Paigesmith
30245 Paigesmith è un asteroide della fascia principale. Scoperto nel 2000, presenta un'orbita caratterizzata da un semiasse maggiore pari a 2,5701361 UA e da un'eccentricità di 0,1048839, inclinata di 6,40795° rispetto all'eclittica.